# پل فلوری

پل جان فلوری (به انگلیسی: Paul John Flory) ‏ (۱۹ ژوئن ۱۹۱۰ - ۹ سپتامبر ۱۹۸۵) شیمیدان آمریکایی و برنده جایزه نوبل و از پیشگامان در فهم رفتار بسپارها در محلول بود. در سال ۱۹۷۴ برای کار نظری و تجربی در شیمی‌فیزیک درشت‌مولکول‌ها جایزه نوبل شیمی را دریافت کرد.